# آوای وزغ
آوای وزغ (انگلیسی: The Call of the Toad) یک فیلم لهستانی به کارگردانی روبرت گلینسکی است که در سال ۲۰۰۵ میلادی منتشر شد. این فیلم بر پایهٔ رمان «آوای وزغ» اثر گونتر گراس ساخته شده‌است.

## بازیگران
- کریستیانا یاندا
- ماتیاس هابیش
- اودو سامل
- مارک کندرات
- مارایکه کاری‌یر
- الکساندرا کیسیو
- ریشارد رونچفسکی
- مونیکا پیکووا
- یواخیم لامژا
- آندژی آندژیفسکی
- داریوش شیاستاچ